# Sudden death (schaken)
Een suddendeathpartij, ook wel een armageddonpartij genoemd, is een schaakpartij waarbij wit meer bedenktijd heeft dan zwart, doorgaans 5 versus 4 of 6 versus 5 minuten, maar waarbij zwart wint als de partij volgens de gewone regels in remise eindigt.
Een suddendeathpartij is een manier om een beslissing te forceren wanneer twee spelers gelijk zijn geëindigd in een toernooi of match. Meestal wordt dan eerst een reeks rapid- of snelschaakpartijen gespeeld. Als dat geen beslissing brengt wordt een suddendeathpartij gespeeld. Voorafgaand wordt geloot. Wie de loting wint, mag bepalen met welke kleur hij speelt.